# تری دبلیو. ویرتز
تری دبلیو. ویرتز (به انگلیسی: Terry W. Virts) فضانورد اهل ایالات متحده آمریکا است که در ۱ دسامبر ۱۹۶۷ میلادی در بالتیمور زاده شد. وی در مأموریت اس‌تی‌اس-۱۳۰ حضور داشته است.